# Ehretia microcalyx
Ehretia microcalyx är en strävbladig växtart som beskrevs av Vaupel. Ehretia microcalyx ingår i släktet Ehretia och familjen strävbladiga växter. Inga underarter finns listade i Catalogue of Life.